# Hexatoma scalator
Hexatoma scalator är en tvåvingeart som beskrevs av Alexander 1938. Hexatoma scalator ingår i släktet Hexatoma och familjen småharkrankar. Inga underarter finns listade i Catalogue of Life.